# Хоуенипвела, Рик
Рик Хоуенипвела (англ. Rick Houenipwela) также известен как Рик Хоу (англ. Rick Hou; род. 8 августа 1958) — премьер-министр Соломоновых Островов с 15 ноября 2017 года по 24 апреля 2019 года.

## Биография
На протяжении ряда лет занимал пост руководителя Центрального банка Соломоновых Островов, перейдя затем на работу во Всемирный банк. В августе 2010 года был избран депутатом парламента от Демократической партии. Однако она осталась в оппозиции, и Хоуенипвела стал министром финансов и казначейства в теневом кабинете лидера оппозиции Стива Абаны. В апреле 2011 года Абана потерял пост лидера оппозиции и поддержал правительство Дэнни Филипа, в которое вошёл ряд представителей Демократической партии, включая Хоуенипвелу в качестве министра общественных служб. В ноябре того же года разразился новый правительственный кризис, вызванный отставкой министра финансов Гордона Дарси Лило, которого поддержал ряд других министров, включая Хоуенипвелу. В результате потери парламентского доверия Филип покинул свой пост, и его заменил Дарси Лило, назначивший Хоуенипвелу министром финансов. Сохранил он свой пост и в следующем правительстве Манассе Согаваре, а после того, как в ноябре 2017 года Согаваре был вынесен вотум недоверия, сформировал новый кабинет министров, сохранив за собой министерское кресло. По итогам выборов 2019 года, однако, Согаваре вернулся на пост главы правительства.